# Carapichea ipecacuanha
Carapichea ipecacuanha là một loài thực vật có hoa trong họ Thiến thảo. Loài này được (Brot.) L.Andersson mô tả khoa học đầu tiên năm 2002.

## Hình ảnh

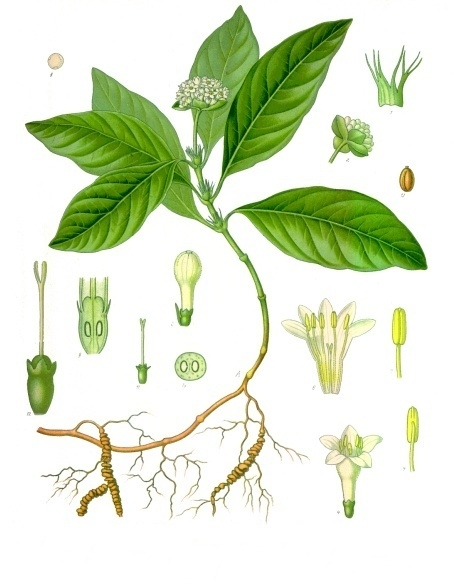
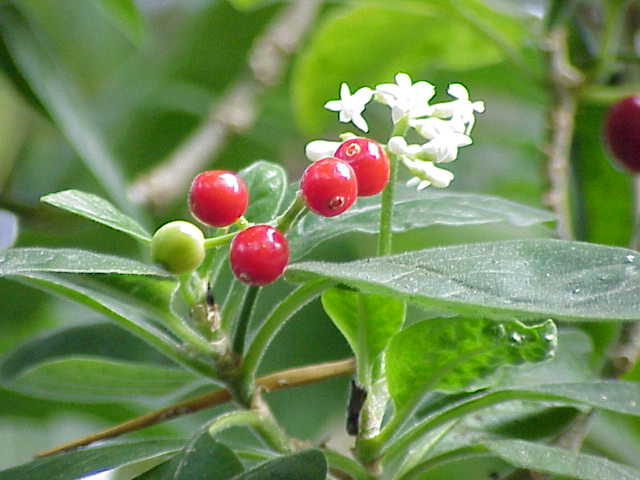